# Wrong Turn 3: Left For Dead
Ngã rẽ tử thần 3, tựa đầy đủ là Ngã rẽ tử thần 3: Bỏ mặc tới chết (tựa gốc tiếng Anh: Wrong Turn 3: Left For Dead) là phim kinh dị thứ 3 trong loạt phim Wrong Turn, thực hiện vào năm 2009, Declan O'Brien làm đạo diễn.

## Nội dung phim
Bốn sinh viên đại học là Alex, Sophie, Brent và Trey đi chơi trong khu rừng tại West Virginia. Khi cả nhóm cắm trại bên bờ sông thì tên sát nhân ăn thịt người Three Finger xuất hiện và sát hại họ. Alex là người duy nhất chạy thoát sau khi chứng kiến bạn bè mình bị giết.
Hai ngày sau, ba người lính canh Nate, Walter và Preslow cùng với người cảnh sát nằm vùng Willy có nhiệm vụ trông coi nhóm tù nhân gồm có Carlo Chavez, Floyd, Crawford và Brandon trong quá trình chuyển chúng đến nhà tù khác. Khi đi ngang qua Quận Greenbrier thì lốp xe buýt của họ bị mắc vào dây kẽm gai của Three Finger và xe buýt bị lật, buộc cả nhóm phải đi bộ trong rừng khi Three Finger liên tục rình rập để tấn công họ. Preslow bị giết chết, Nate và Walter bị nhóm tù nhân tước vũ khí và khống chế. Cả nhóm gặp được Alex - người đã đi lang thang trong rừng suốt hai ngày qua, họ đi tiếp thì thấy một chiếc xe tải bị bỏ hoang có chứa nhiều túi tiền. Walter có ý định giết Chavez, sau đó bị Chavez giết chết. Chavez bắt buộc mọi người mang theo số tiền và đến điểm cắm trại để nhóm tù nhân có thể sử dụng xuồng phao tẩu thoát với số tiền. Cả nhóm bắt được Three Toes, cháu trai của Three Finger. Chavez và Floyd đã cắt đầu tên sát nhân trẻ tuổi, để lại cái đầu như là lời răn đe dành cho Three Finger. Đến điểm cắm trại, Nate đâm thủng xuồng phao nhằm ngăn cản nhóm tù nhân tẩu thoát, Chavez tức giận đánh Nate và cả nhóm phải tiếp tục đi bộ. Willy bị chết vì dính bẫy của Three Finger. Cả nhóm sau đó thấy chiếc xe của Three Finger, Crawford định ăn cắp nó thì cũng bị dính bẫy của tên sát nhân.
Cảnh sát trưởng Calvin Carver phát hiện chiếc xe buýt nhà tù bị lật và gọi cho lực lượng Cảnh sát Tư pháp, rồi ông và Cảnh sát phó Ally Lane đi tìm nhóm của Nate. Carver tìm thấy cả nhóm nhưng ông bị Three Finger giết. Three Finger ném chai xăng vào Floyd, đốt cháy hắn cùng với số tiền, điều này khiến Chavez càng thêm điên tiết. Sau đó Three Finger bắt Alex và đưa cô về nhà hắn. Nate cố gắng tìm kiếm căn nhà của Three Finger để cứu Alex. Chavez đánh tay đôi với Three Finger, cuối cùng Chavez bị giết.
Alex tỉnh lại trong nhà của Three Finger và thấy Lane chết vì bị trói vào dây kẽm gai. Nate tìm thấy căn nhà và cứu Alex, nhưng Three Finger quay về tấn công họ. Three Finger đuổi theo khi hai người đang tẩu thoát bằng chiếc xe của hắn, khiến họ tông vào một cái cây. Khi chiếc xe sắp nổ tung thì Brandon xuất hiện và đưa Alex ra ngoài. Trong khi Brandon đang giúp Nate, Three Finger lại tấn công họ nhưng lần này Nate đã giết được tên sát nhân bằng cách đâm cái móc thịt vào đầu hắn. Nate cho phép Brandon bỏ trốn để cảm ơn sự giúp đỡ của anh ta. Trời sáng, lực lượng Cảnh sát Tư pháp tìm thấy Nate và Alex rồi đưa họ ra khỏi khu rừng. Một thời gian sau, Nate quay lại khu rừng để lấy số tiền còn lại trong chiếc xe tải nhưng anh bị Brandon giết. Khi Brandon đang thu gom số tiền thì một tên sát nhân bí ẩn đến và giết anh ta.

## Diễn viên
- Tom Frederic - Nate Wilson
- Janet Montgomery - Alex Hale
- Gil Kolirin - Floyd
- Christian Contreras - Willy
- Jake Curran - Crawford
- Tom McKay - Brandon
- Chucky Venn - Walter
- Tamer Hassan - Chavez
- Louise Cliffe - Sophie James
- Jack Gordon - Trey
- Charley Speed - Brent McDonald
- Borislav Iliev - Three Finger (Ba Ngón)
- Borislav Petrov - Three Toes (Ba Ngón Chân), cháu trai của Three Finger
- Mike Straub - Preslow
- Bill Moody - Cảnh sát trưởng Carver
- Emma Clifford - Cảnh sát phó Lane
- Mac McDonald - Warden Ladew
- Todd Jensen - Lính chính phủ
- Vlado Mihailov - Lính chính phủ

## Các bộ phim cùng loạt
1. Wrong Turn (2003)
2. Wrong Turn 2: Dead End (2007)
3. Wrong Turn 3: Left For Dead (2009)
4. Wrong Turn 4: Bloody Beginnings (2011)
5. Wrong Turn 5: Bloodlines (2012)